# Dorud
Dorud is een stad in de provincie Lorestān in Iran. De stad is de hoofdplaats van de gelijknamige sharestan. Bij de census van 2016 telde de stad 121.638 inwoners.
De stad is gelegen in een vallei in het Zagrosgebergte op een hoogte van 1.450 meter. Het in 1938 geopende treinstation van Dorud is een van de originele stopplaatsen van de dat jaar voltooide Trans-Iraanse Spoorlijn.